# Совет пятисот (Франция)
Сове́т пятисо́т (фр. Conseil des Cinq-Cents) — нижняя палата французского Законодательного корпуса в период 1795—1799 годов, согласно французской конституции III года республики.
Совет состоял, как следует из названия, из 500 депутатов, выбиравшихся департаментскими избирательными собраниями на три года, из лиц, достигших 30-летнего возраста.
Совет пятисот обновлялся ежегодно на одну треть; один раз допускалось переизбрание вслед за окончанием первого срока, но в следующий раз то же лицо могло быть избрано лишь по прошествии двух лет.
Совет пятисот заседал в Тюильри, отдельно от верхней палаты — Совета старейшин, который заседал вначале в Манеже, а затем в Бурбонском дворце.
Чтобы не допустить создания депутатских групп и партий (как это произошло в Национальном собрании, где депутаты в зависимости от политических пристрастий садились по правую или левую сторону от председателя, или как в Законодательном собрании и Конвенте, где радикальные депутаты занимали места на верхних скамьях, откуда и получили название — монтаньяры (от французского «монта́нь» — гора)), были приняты специальные правила для рассадки депутатов:
- во-первых, все места были отделены одно от другого;
- во-вторых, депутатам было запрещено более месяца сидеть на одних и тех же местах;
- в-третьих, все места были пронумерованы и назначались депутатам по жребию каждый месяц.[2]

Совет пятисот избирал президента и секретаря не более, как на месячный срок. Заседания его были публичны, члены получали жалованье. Исключительно ему принадлежало по конституции право предложения новых законов. Предложения, одобренные Советом пятисот, назывались резолюциями (résolutions) и, чтобы стать законом, нуждались в утверждении Совета старейшин. Совет пятисот просуществовал до переворота 18-19 брюмера в 1799 году.